# Dan Calichman
Dan Calichman, ameriški nogometaš in trener, * 21. februar 1968.
Za ameriško reprezentanco je odigral dve uradni tekmi.